# Thomas Pollock Anshutz

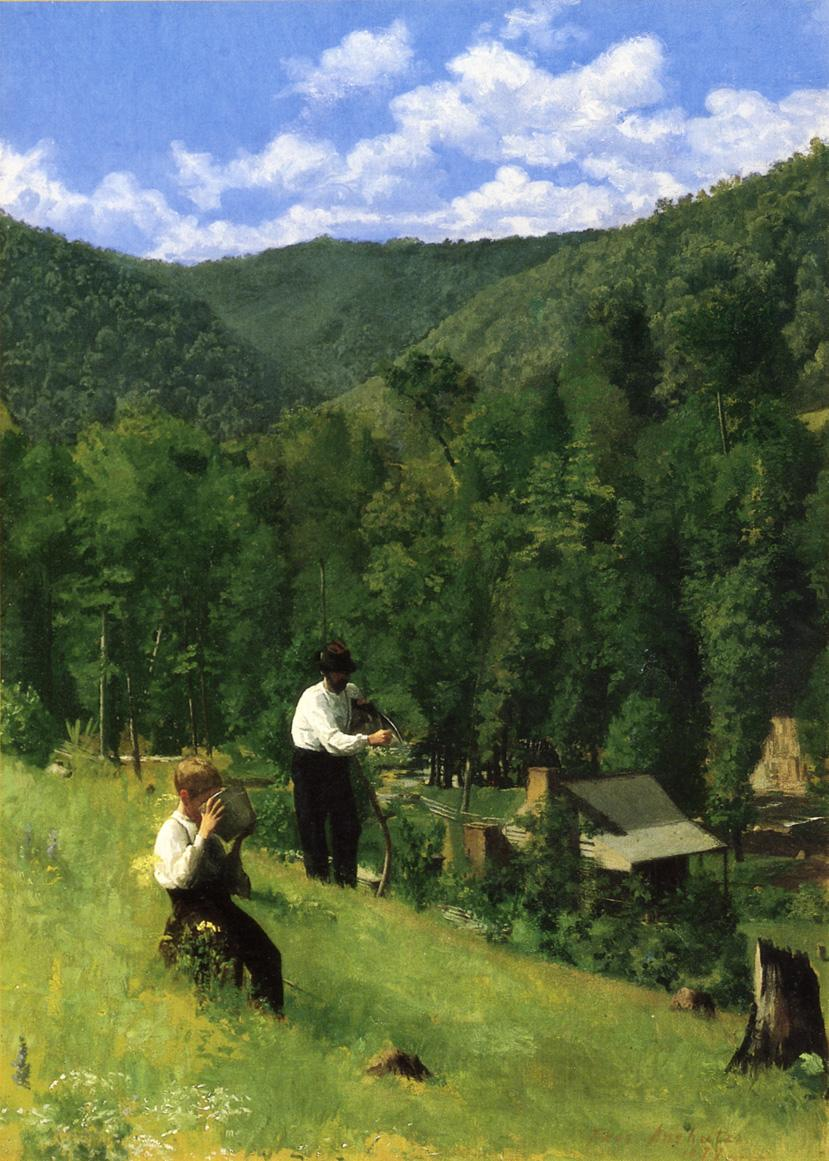
Farmer z synem przy sianokosach, 1879

Thomas Pollock Anshutz (ur. 5 października 1851 w Newport, zm. 16 lipca 1912 w Filadelfii) – amerykański malarz naturalista, fotograf i pedagog.

## Życiorys
Studiował w Paryżu w Académie Julian i w Filadelfii w Pennsylvania Academy of the Fine Arts u Thomasa Eakinsa. Największe uznanie zdobył jako portrecista, malował również pejzaże i sceny rodzajowe. Był jednym z pierwszych malarzy amerykańskich, którzy przedstawili pracę robotników przemysłowych. Do końca życia uważał się za socjalistę.
Anshutz był również cenionym pedagogiem, jako profesor Pennsylvania Academy wykształcił całe pokolenie artystów. Jego uczniowie byli twórcami Ashcan School, artystycznego ruchu w realistycznym malarstwie amerykańskim. (m.in. Robert Henri, Arthur Bowen Davies, Maurice Brazil Prendergast, Ernest Lawson, William Glackens, Everett Shinn, John French Sloan, i George Luks).
W 1892 Anshutz poślubił Effie Shriver Russell. Oboje spędzili miesiąc miodowy w Paryżu, gdzie Anshutz uczęszczał na zajęcia w Académie Julian. W 1893 wrócili do Filadelfii.
Przeszedł na emeryturę z nauczania jesienią 1911 z powodu złego stanu zdrowia i zmarł 16 czerwca 1912.